# Sleepwalking (película)
"Sonámbulos" (Hispanoamérica)
Sleepwalking (en español Sonámbulo) es una película dramática realizada en 2008 protagonizado por Nick Stahl, AnnaSophia Robb y Charlize Theron (quien también produjo la película).

## Trama
Se centra en la convivencia de un hombre de 30 años y su sobrina de 12, después de que es abandonada por su madre. La niña es acogida por el estado después de que él pierde su trabajo y apartamento. Los dos parten en un viaje a la granja de su padre, un lugar al que él y su hermana nunca habían intentado regresar. "Sonámbulo" era un guion original de Zac Stanford y fue el debut como director de William Maher.

## Producción
El rodaje comenzó en octubre de 2006 en Moose Jaw y Regina, Saskatchewan, Canadá, bajo el título de Ferris Wheel. Fue filmado en un plan de rodaje a 29 días a menudo en condiciones bajo cero. En la película contó con la canción Come On, Come Out de A Fine Frenzy. Sleepwalking está clasificada R por el lenguaje y una escena de violencia. Se estrenó en el Festival de Cine Sundance 2008 el 22 de enero de 2008.

## Reparto
- AnnaSophia Robb como Tara Reedy.
- Nick Stahl como James Reedy.
- Charlize Theron como Joleen Reedy.
- Woody Harrelson como Randall.
- Dennis Hopper como Mr. Reedy
- Deborra-Lee Furness como Danni.
- Callum Keith Rennie como Will.
- Mathew St. Patrick como Detective #1.